# Courtney Atkinson
Courtney Atkinson (Mackay, 15 de agosto de 1979) es un deportista australiano que compitió en triatlón.
Ganó una medalla de plata en el Campeonato Mundial de Triatlón por Relevos Mixtos de 2009 y dos medallas de plata en el Campeonato de Oceanía de Triatlón, en los años 2007 y 2009.

## Palmarés internacional
| Campeonato Mundial por Relevos Mixtos | Campeonato Mundial por Relevos Mixtos | Campeonato Mundial por Relevos Mixtos | Campeonato Mundial por Relevos Mixtos |
| Año                                   | Lugar                                 | Medalla                               | Prueba                                |
| ------------------------------------- | ------------------------------------- | ------------------------------------- | ------------------------------------- |
| 2009                                  | West Des Moines (Estados Unidos)      | Medalla de plata                      | Relevo mixto                          |
| Campeonato de Oceanía                 |                                       |                                       |                                       |
| Año                                   | Lugar                                 | Medalla                               | Prueba                                |
| 2007                                  | Geelong (Australia)                   | Medalla de plata                      | Individual                            |
| 2009                                  | Gold Coast (Australia)                | Medalla de plata                      | Individual                            |